# Maxwell Taylor
Maxwell Davenport Taylor (Keytesville, 26 agosto 1901 – Washington, 19 aprile 1987) è stato un generale e diplomatico statunitense. Dopo una brillante carriera nelle truppe aviotrasportate dell'Esercito degli Stati Uniti durante la seconda guerra mondiale, assunse una crescente influenza negli affari politico-militari nel corso degli anni sessanta promuovendo presso la presidenza di John Fitzgerald Kennedy prima e la presidenza di Lyndon B. Johnson poi la nuova strategia della "risposta flessibile" e sostenendo posizioni favorevoli all'impegno americano nella guerra del Vietnam.

## Biografia

### La seconda guerra mondiale
Maxwell Taylor combatté con il grado di generale durante la Seconda guerra mondiale come vice-comandante della 101ª divisione aviotrasportata. In missione segreta a Roma il 7 settembre 1943 cercò di concordare i tempi ed i modi dell'Armistizio (Unconditional Surrender) dell'8 settembre 1943. Nel 1949 divenne comandante delle truppe americane dislocate a Berlino, carica che ricoprì per 2 anni.

### Il dopoguerra
Nel 1953 divenne membro dello Stato Maggiore fino al 1959, anno del suo ritiro.

### Il rientro in servizio e la guerra del Vietnam
Rientrò in servizio attivo nel 1961 dopo il tragico sbarco della Baia dei Porci a Cuba, Il Presidente John F. Kennedy lo volle nel comitato espressamente formato con lo scopo di destituire Fidel Castro, comitato diretto da Robert F. Kennedy. Il 4 novembre 1961 venne avviata L'Operazione Mangusta, con il fine di attuare a Cuba azioni di sabotaggio e insurrezioni contro il governo castrista. Nel 1962 Kennedy lo nominò capo degli stati maggiori riuniti, carica che ricoprì anche dopo la morte del Presidente, sotto l'amministrazione di Lyndon B. Johnson.
Il ruolo di Taylor fu soprattutto estremamente importante all'inizio della guerra del Vietnam; inviato in Indocina dal presidente Kennedy nell'ottobre 1961 per valutare la situazione e presentare le sue proposte per risolvere la grave crisi del Vietnam del Sud, il generale presentò un rapporto finale bellicoso che riaffermava la validità della teoria del domino, raccomandava un incremento dei consiglieri militari americani e l'invio di almeno tre squadroni di elicotteri con piloti statunitensi.
Egli inoltre propose anche in un documento segreto riservato personalmente al presidente, di inviare 8.000 soldati di truppe combattenti americane; Taylor apparve decisamente favorevole all'intervento diretto in Vietnam e dimostrò scarsa perspicacia scrivendo che il "Vietnam del Sud non è un luogo eccessivamente difficile o sgradevole nel quale operare" ed escludendo una possibile risposta militare del Vietnam del Nord che a suo parere sarebbe stato paralizzato eventualmente dai bombardamenti degli aerei statunitensi.

### Il ritiro definitivo
Si ritirò definitivamente dalla carriera militare nel 1964 ma mantenne una grande influenza nel campo della politica estera e dei problemi strategici nell'amministrazione Johnson. Divenne Ambasciatore nel Vietnam del Sud nel biennio 1964-1965 e Capo del Consiglio dell'Intelligence per gli affari esteri (1965-1969). Morì a Washington il 19 aprile, 1987.